# الملوكيين (هوارة أولاد رحو)
الملوكيين هي إحدى مشيخات المملكة المغربية، تتبع جغرافيا لإقليم جرسيف وإداريًا لهوارة أولاد رحو. يقدر عدد سكانها بـ 793 نسمة حسب الإحصاء الرسمي للسكان والسكنى لسنة 2004.